# Alexandre Honrado
Alexandre Honrado (Lisboa, 1 de Novembro de 1960) é um escritor português, jornalista, guionista, dramaturgo, professor e investigador universitário, dedicando-se sobretudo ao Estudo da Ciência das Religiões e aos Estudos Culturais.
Criou o , na segunda década do século XXI, com um grupo de sete cidadãos preocupados com a defesa dos valores humanistas, entre os quais Joaquim Franco, o qual coordena com Alexandre Honrado o Observatório.
Dirige o Núcleo de Investigação Nelson Mandela - Estudos Humanistas para a Paz, integrado na área de Ciência das Religiões da ULHT Universidade Lusófona de Humanidades e Tecnologias em Lisboa. É investigador do CLEPUL - Centro de Estudos Lusófonos e Europeus da Faculdade de Letras da Universidade de Lisboa e do Gabinete MCCLA Mulheres, Cultura, Ciência, Letras e Artes da CIDH - Cátedra Infante D. Henrique para os Estudos Insulares Atlânticos da Globalização.
Em 2013 a seu livro "Mistério, mistério, mistério tão sério" foi distinguido com o Prémio Literário Maria Rosa Colaço da Câmara municipal da Cidade de Almada.
Entre as suas obras contam-se letras de canções, ficção televisiva, passando pela poesia, teatro, ensaio e romance.
Em 2016 foi galardoado com menção especial pela obra «Um ensaio sobre a virtude - de Teresa de Ávila quinhentos anos de santidade à sombra do seu pecado».
Escreveu:
História Dentro de uma Garrafa